# Dulverton
Dulverton är en stad och civil parish i Somerset i England. Orten har 1 408 invånare (2011). Byn nämndes i Domedagsboken (Domesday Book) år 1086, och kallades då Dolvertone/Dolvertune/Dolvertona/Dulvertona.